# Днестровка (Черновицкая область)
Днестро́вка (укр. Дністрівка) — село в Кельменецкой поселковой общине Днестровского района Черновицкой области Украины.
Население по переписи 2001 года составляло 1208 человек. Почтовый индекс — 60141. Телефонный код — 3732. Код КОАТУУ — 7322083601.

## История
Село было основано под названием «Рестев» на территории Хотинского цинута Молдавского княжества. Первое документальное упоминание относится к 1756 году.
После присоединения Бессарабии к Российской империи относилось к Кельменецкой волости Хотинского уезда Бессарабской губернии.
На момент проведения Бессарабской переписи населения 1817 года вотчина Рестев и близлежащая вотчина Атаки принадлежали аге Николаю Росету из Молдавского княжества. Имелись 3 владельческих мельницы, 6 мельниц, принадлежащих поселянам и 3 мельницы, принадлежащих евреям. Жители села занимались рыбной ловлей в Днестре по мере необходимости.
Согласно «Спискам населенных мест Бессарабской губернии» за 1859 год, Рестев — владельческое село при речке Рестовке по правую сторону Днестра. Население составляло 1010 человек (509 мужчин, 501 женщина), общее количество дворов — 193 (в среднем на двор приходилось 5,2 человек). Имелась одна православная церковь. Неподалёку на Днестре располагался владельческий выселок Атаки Рестевские при паромной переправе.
В 1946 г. Указом ПВС УССР село Рестев-Атаки переименовано в Днестровку.
Атаки Рестевские затоплены вследствие строительства Ново Днестровской ГЭС в 1981 году.
До 2020 года село входило в Кельменецкий район